# Gennadiy Agapov
Pour les articles homonymes, voir Agapov.
Gennadiy Agapov (en russe : Геннадий Михайлович Агапов, Guennadi Mikhaïlovitch Agapov ; né le 5 décembre 1933 à Königsberg, alors dans l’Empire allemand et mort le 22 juillet 1999 à Iekaterinbourg) est un athlète russe, spécialiste de la marche. 

## Biographie
Vainqueur des championnats soviétiques sur 50 km marche en 1962, 1965 et 1966, il se classe 12e des Jeux olympiques de 1964 et abandonne lors des Jeux de 1968.
Il remporte la médaille d'argent du 50 m marche lors des championnats d'Europe 1966, à Budapest.
Il établit la meilleure performance sur 20 km marche le 21 juillet 1968 à Saint-Pétersbourg (1 h 25 min 22 s) et le 7 mai 1972 à Berlin (1 h 25 min 19 s), ainsi que la meilleure performance sur 50 km marche le 17 octobre 1965 à Alma Ata, devenant à cette occasion le premier marcheur à parcourir la distance en moins de quatre heures (3 h 55 min 36 s).